# 月山貞一 (二代)
月山 貞一（がっさん さだかず、1907年11月8日 - 1995年4月1日）は、日本刀の刀工。月山 (刀工)の一族の一人。別名 : 月山貞光（ - 1966年）。重要無形文化財保持者（人間国宝）。

## 作風
月山家家伝のほか大和、相州、山城、備前、美濃の五地方に伝わる鍛法、近世に登場した大阪新刀鍛冶の作風などを全て身につけるなど研鑽を積み重ね、刀工界の最高峰として活躍した。

## 経歴
父親は刀工の月山貞勝。1907年（明治40年）大阪府に生まれる。本名は月山昇。
父から刀剣の製作技術を学び、1929年（昭和4年）には昭和天皇に贈呈される大元帥刀を父とともに作刀。父の死後は大阪陸軍造兵廠の軍刀鍛錬所責任者に就任した。戦後は連合国軍最高司令官総司令部の指令により作刀ができなくなり不遇の時期を過ごしたが、1954年（昭和29年）に武器等製造法が施行されると文化財保護委員会から許可を受けて作刀を再開、1966年（昭和41年）に祖父の名である月山貞一を名乗った。
1967年（昭和42年）新作名刀展で正宗賞、文化財保護委員長賞を受賞。1971年（昭和46年）重要無形文化財保持者、1979年（昭和54年）勲四等旭日小綬章受賞。
1995年（平成7年）4月1日、心不全のため奈良県桜井市の済生会中和病院で死去。